# Заліха Мустафа
Заліха бінті Мустафа (малай. Zaliha binti Mustafa, джаві: زاليحة بنت مصطفى) , нар. 28 червня 1964) — малайзійська лікар і політик, яка обіймає посаду міністра, відповідального за федеральні території, в департаменті прем'єр-міністра з грудня 2023 року, а раніше обіймала посаду міністра охорони здоров'я з грудня 2022 по грудень 2023 в Уряді Єдності під керівництвом прем'єр-міністра Анвара Ібрагіма. З листопада 2022 року вона є депутатом парламенту від округу Секіджанг. Вона є членом Партії народної справедливості, складової партії коаліції «Пакатан Харапан» та колишньої коаліції «Пакатан Рак'ят». Заліха також є головою партійного виборчого комітету Партії народної справедливості. Вона також є першою жінкою-міністром охорони здоров'я в історії Малайзії та поки що єдиним міністром кабінету міністрів, який працює без заступника.

## Політична кар'єра

### Міністр охорони здоров'я (2022—2023 роки)
2 грудня 2022 року прем'єр-міністр Анвар Ібрагім оголосив про призначення Заліхи новим міністром охорони здоров'я його кабінету. Вона увійшла в історію як перша жінка-міністр охорони здоров'я Малайзії. Її попередник Хайрі Джамалуддін привселюдно привітав її з призначенням на посаду. Наступного дня, 3 грудня 2022 року, Заліха офіційно вступила на посаду після присяги.

### Міністр у департаменті прем'єр-міністра (з 2023 року)
Під час перестановки в кабінеті міністрів 12 грудня 2023 року Заліха залишилася у складі уряду, але був переведена з посади міністра охорони здоров'я до департаменту прем'єр-міністра, та призначена міністром, відповідальним за федеральні території, який був повернутий до складу кабінету міністрів.